# Alfonso Calzolari
Pour les articles homonymes, voir Calzolari.
Alfonso Calzolari (né le 30 avril 1887 à Vergato, dans la province de Bologne en Émilie-Romagne - mort le 7 février 1983 à Ceriale, en Ligurie) était un coureur cycliste italien. Professionnel de 1909 à 1926, il a notamment remporté le Tour d'Italie 1914.

## Palmarès

### Palmarès année par année
- 1913
  - Tour d'Émilie
  - 3e du Tour des 3 Provinces Romagnoles
  - 5e de Milan-San Remo
- 1914
  - Tour d'Italie :
    - Classement général
    - 2e étape

  - 10e de Milan-San Remo
- 1915
  - 10e de Milan-San Remo
- 1918
  - 3e du Tour d'Émilie

### Résultats sur le Tour d'Italie
3 participations :
- 1914 : vainqueur du classement général et de la 2e étape, leader pendant 7 jours
- 1919 : abandon
- 1920 : abandon